# Шаяхметова, Кристина Айтчановна
Кристина Айтчановна Шаяхметова (род. 23 сентября 2001 года, Пугачёв) — российская пловчиха. Серебряный призёр Сурдлимпийских игр 2017 года на дистанции 200 метров брассом. Многократный призёр чемпионатов мира, Европы и России среди глухих. Заслуженный мастер спорта России (2017).

## Биография
Родилась 23 сентября 2001 года в городе Пугачёв Саратовской области.
Начала заниматься плаванием в 2007 году. Тренировалась под руководством Леонида Вячеславовича Мясникова и Игоря Викторовича Аширова.
В 2017 году на Сурдлимпийских игр в Самсуне завоевала серебряную медаль на дистанции 200 метров брассом, после чего ей было присвоено звание «Заслуженный мастер спорта России».